# Крман, Даниэль
Даниэль Крман (род. 28 августа 1663, Омшени около Тренчьянске-Теплице — 1740) — словацкий церковный и общественно-политический деятель, мемуарист, издатель, переводчик.

## Биография
Родился в семье протестантского священника Даниэля Крмана-Старшего (1624—1687). Учился в образовательных учреждениях Бреслау (Вроцлав), Лейпцига и Виттенберга. Высшее теологическое и философское образование получил в Лейпциге и Берлине.
В двадцать лет возглавил Илавскую школу, а после смерти отца посвятил себя служению церкви. В возрасте 43 лет избирается суперинтендантом (епископом) лютеранской церкви Верхней Венгрии (территориально почти соответствовавшей Словакии).
Руководитель посольства трансильванского князя Ференца II Ракоци и словацкого лютеранского епископата к шведскому королю Карлу ХІІ. После переговоров в Могилёве словацкие послы вынуждены остаться в ставке Карла XII, разделить все перипетии Украинского похода, сражение шведской армии под Полтавой, отступления к Молдавии. Крман оставил ценный «Подорожный дневник», где часто именует Гетманщину — «Козакией» и «Украиной», а её граждан — «козацкой нацией».

## Произведения
- Даниэль Крман. Путевой дневник (Itinerarium, 1708–1709). Сборник.